# Park Narodowy Calanques
Park Narodowy Calanques (fr. Parc national des Calanques) – park narodowy we Francji, obejmujący część wybrzeża Morza Śródziemnego w pobliżu Marsylii. Właścicielem całego obszaru parku jest państwo.
Park, o łącznej powierzchni wynoszącej 52 tys. ha, obejmuje ochroną charakterystyczne wąskie zatoki otoczone wapiennymi klifami (Calanque). Najwyższe z klifów dochodzą do 350 m (Cap Canaille) i są bardzo popularne wśród amatorów wspinaczki. Trenował tu m.in. francuski alpinista Gaston Rébuffat.
W zboczach klifów znajdują się liczne jaskinie, część z nich zalana wodą. Najbardziej znana, o ścianach pokrytych malowidłami paleolitycznymi, to Jaskinia Cosquera. Żyje tu także 138 chronionych gatunków flory i fauny, w tym chrząszcze z rodzaju Julodis, orzełki południowe, nietoperze oraz największe europejskie jaszczurki, czyli jaszczurki perłowe.

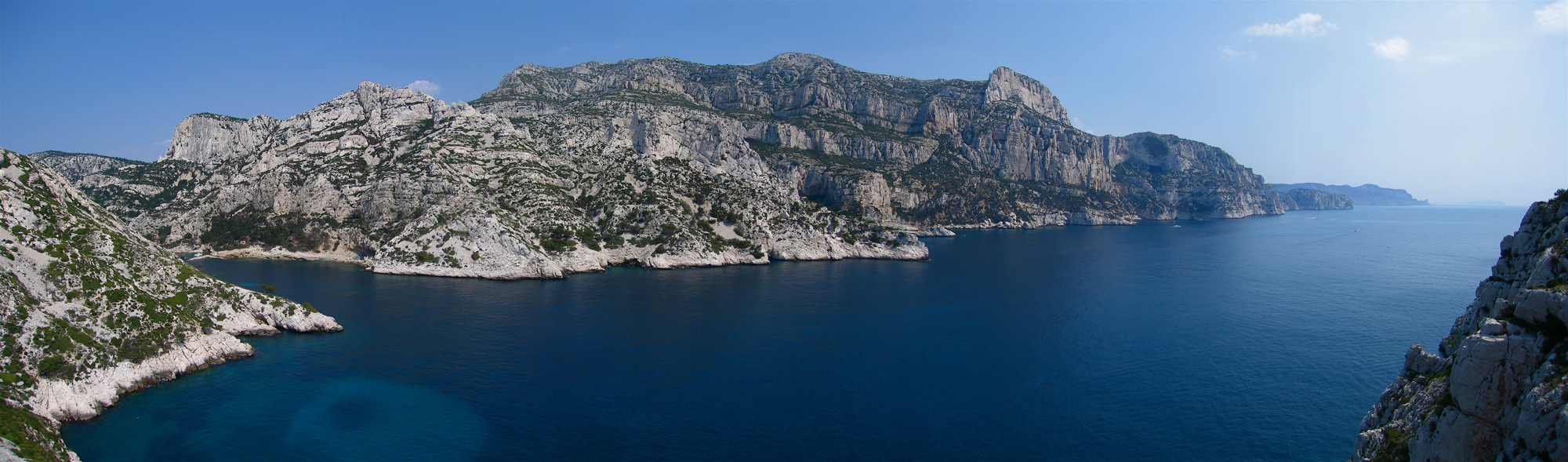
Panorama Calanque de Morgiou i Calanque de Sugiton; na horyzoncie widoczny Cap Canaille